# Четвърти инженерен полк
Четвърти инженерен полк е български инженерен полк, формиран през 1928 година и взел участие във Втората световна война (1941 – 1945).

## История
Четвърти инженерен полк е формиран Плевен на основание на строго поверителна Министерска заповед № 226а от 1927 г. от състава на 1-ва, 2-ра и 3-та инженерна и 1-ва колоездачна дружина. Състои се от пионерна дружина с две пионерни роти, една мостова и една прожекторна рота, свързочна дружина с две свързочни роти и една автомобилна рота с работилница. До 1936 г. носи явното наименование – Плевенска окръжна пеша жандармерия. Взема участие в първата фаза на войната срещу Третия райх.
На 14 септември 1944 г. за командир на полка е назначен подполковник Тодор Мехочев. В първата фаза на войната срещу Третия райх полкът без пионерната дружина осигурява действията на 4-т армия в Брегалнишко-Струмишката операция. Тъй като бойният състав на армията е ограничен, а в 5-а пехотна дунавска дивизия липсват инженерни подразделения, полкът е използван главно за разминиране и участие във военните действия като пехота. До края на войната инженерната дружина успява да възстанови 30 моста и водостока, изработва четири обхода на разрушени пътища и формира 12 разградителни групи. В тази фаза на войната полкът дава 11 убити. Ташев, Ташо. Българската войска 1941 – 1945 – енциклопедичен справочник.   „Военно издателство“ ЕООД. ISBN 978-954-509-407-1. с. 271.(Цит: История на инженерните войски на България, 1992, с. 175)

## Наименования
През годините полкът носи различни имена според претърпените реорганизации:
- Плевенска окръжна пеша жандармерия (1928 – 1936)
- Четвърти инженерен полк (1936 – 1944)
- Четвърти армейски инженерен полк (1944 – 1947)
- Първи инженерен полк (1947 – 1951)
- Първи армейски инженерен батальон (1951 – 1972)
- Осемдесет и осми армейски инженерен батальон – Кюстендил (1972 – 1976)
- Осемдесет и осми армейски инженерен полк – Кюстендил (1976 – 1994)

## Командири
- Полковник Михаил Янков (1933 – 1934)
- Полковник Коста Маринов (1942 – 14 септември 1944)
- Подполковник Тодор Мехочев (14 септември 1944 – 1945)